# Mormor (ort i Azerbajdzjan)
Mormor är en ort i Azerbajdzjan. Den ligger i distriktet Gädäbäy rajon, i den västra delen av landet, 400 km väster om huvudstaden Baku. Mormor ligger 1 572 meter över havet och antalet invånare är 1 018.
Terrängen runt Mormor är huvudsakligen kuperad. Mormor ligger nere i en dal. Närmaste större samhälle är Çatax, 15,1 km nordost om Mormor.
Trakten runt Mormor består till största delen av jordbruksmark. Runt Mormor är det ganska tätbefolkat, med 70 invånare per kvadratkilometer.